# Амелио, Джанни
Джанни Аме́лио (итал. Gianni Amelio, род. 20 января 1945, Сан-Пьетро-ди-Маджизано, Италия) — итальянский кинорежиссёр и сценарист, обладатель множества престижных кинематографических наград.

## Биография

### Ранние годы
Вскоре после рождения Джанни его отец эмигрировал в Аргентину. Мальчик рос с мамой и бабушкой. Отсутствие отцовской фигуры стало одним из постоянных мотивов в творчестве Амелио. Во время учёбы в Мессинском университете на факультете философии Амелио начал интересоваться кинематографом. Он принимал участие в кинопросмотрах и дискуссиях, писал критические статьи в местном киножурнале Giovane Critica.

### Работа на телевидении
В 1965 году Амелио переехал в Рим, где работал оператором и ассистентом режиссёра в 6 фильмах, сотрудничая с Джанни Пуччини, Витторио Де Сета, Анна Гобби, Андреа Фрецца и Лилиана Кавани. Параллельно, с 1967 года, работал на телевидении, снимая документальные фильмы и ассистируя Уго Грегоретти, Альфредо Анджели, Энрико Санниа и Джулио Парадизи. Принимал активное участие в жизни Римского Экспериментального Киноцентра.
В 70-х Амелио снял ряд телепередач для канала RAI. В этот период гостелевидение предоставляло простор действия молодым режиссёрам. Так, для киносерии «Экспериментальные фильмы для ТВ» Амелио снял в 1970 году «Конец игры» (La fine del gioco), в 1973 «Солнечный город» (La città del sole) (о творчестве Томаззо Кампанелла), и в 1976 «Бертолуччи, следуя кино» (Bertolucci secondo il cinema) (о фильме «Двадцатый век» Бертолуччи). На протяжении следующих 3 лет пробовал себя в жанре триллер («Спецэффекты» — Effetti speciali) и джалло («Смерть на работе» — La morte al lavoro). «Маленький Архимед» (Il piccolo Archimede), снятый в 1979, считается его лучшим телефильмом. Последняя работа Амелио на телеэкране — «Парусники» (I velieri) — была снята в 1983 году в рамках киноцикла «10 итальянских писателей, 10 итальянских режиссёров».

### Работа в кино

#### В самое сердце /Colpire al cuore
В 1982 году Амелио дебютировал на большом экране с кинокартиной «В самое сердце» ([Colpire al cuore), исследовавшей терроризм в призме отношений отца и сына. По тем временам это была очень смелая тема. Фильм демонстрировался на Венецианском кинофестивале и удостоился лестных отзывов — как широкой публики, так и кинокритиков.

#### Ребята с улицы Панисперна /I ragazzi di via Panisperna
Репутация Амелио укрепилась в 1987 году психологической ретродрамой «Ребята с улицы Панисперна» (I ragazzi di via Panisperna). В фильме описывается жизнь группы физиков 30-х годов, среди них Энрико Ферми и Эдоардо Амальди. Снятая одновременно в двух версиях (укороченная для кино и полная для телепроката), картина удостоилась множества призов, в том числе — за лучший сценарий на Кинофестивале Бари.

#### Открытые двери /Porte aperte
Третий фильм, «Открытые двери» (Porte aperte), принёс Амелио международную славу. Снятый в 1989 году по одноимённой пьесе Леонардо Шаша, фильм удостоился 4 премий Феликс, 2 наград Серебряной Ленты, приза Давид ди Донателло в 4 категориях и 3 Золотых глобусов, а также был номинирован в 1991 году на Оскар.

#### Похититель детей /Il ladro di bambini
Наибольший коммерческий успех принёс Амелио кинофильм 1992 года «Похититель детей» (Il ladro di bambini). Режиссёр был удостоен Гран-при на Каннском фестивале, Феликса, 5 призов Давид ди Донателло и ряда других наград.

## Фильмография

### Телевидение
- 1973 — Конец игры / La fine del gioco
- 1973 — Солнечный город / La città del sole (film)|La città del sole
- 1974 — Спецэффекты / Effetti speciali
- 1976 — Бертолуччи, следуя кино / Bertolucci secondo il cinema
- 1978 — Смерть на работе / La morte al lavoro
- 1979 — Маленький Архимед / Il piccolo Archimede
- 1983 — Парусники / I velieri

### Кино
- 1982 — В самое сердце / Colpire al cuore
- 1987 — Ребята с улицы Панисперна / I ragazzi di via Panisperna
- 1989 — Открытые двери / Porte aperte]
- 1992 — Похититель детей / Il ladro di bambini
- 1994 — Ламерика / Lamerica
- 1998 — Так они смеялись (фильм вышел в прокат также под названием Сицилийцы) / Così ridevano
- 2004 — Ключи от дома / Le chiavi di casa
- 2006 — Потерянная звезда / La stella che non c'è
- 2011 — Первый человек / Le premier homme
- 2013 — Неустрашимый / L’intrepido
- 2017 — Нежность / La tenerezza
- 2020 — Хаммамет / Hammamet
- 2022 — Повелитель муравьёв / Il signore delle formiche